# Di chuyển dưới nước
Di chuyển dưới nước là chuyển động sinh học tiến về phía trước trong một môi trường chất lỏng. Các hệ thống giúp tiến về phía trước đơn giản nhất là lông rung và tiên mao. Việc bơi trong nước đã phát triển một vài lần ở một loạt các sinh vật bao gồm động vật Chân khớp, cá, động vật thân mềm, bò sát, chim và thú.

## Tiến hóa trong việc bơi lội
Việc bơi lội đã tiến hóa một vài lần ở các loài không có mối liên quan về dòng giống. Có giả thiết hóa thạch sứa được cho là xuất hiện vào thời kỷ Ediacara, nhưng loài động vật có thể bơi tự do đầu tiên xuất hiện vào thời Cambri sớm và giữa. Chúng có liên quan nhiều nhất đến các loài động vật Chân khớp, bao gồm các loài thuộc họ Anomalocarididae bơi bằng thùy bên trong giống với bộ Mực nang ngày nay. Động vật có dây sống gia nhập hàng ngũ các loài sinh vật trôi vào thời Cambri muộn, và các loài này có lẽ đã bắt đầu bơi từ thời Cambri sớm. Nhiều động vật trên cạn giữ được một số khả năng bơi lội, tuy nhiên một số loài đã trở về môi trường nước và phát triển khả năng di chuyển dưới nước. Tuy nhiên đa phần liên họ Người (bao gồm cả con người) đã mất bản năng bơi lội.
Năm 2013, Pedro Renato Bender, là một nghiên cứu viên tại Viện nghiên cứu của Đại học Witwatersrand về việc tiến hóa của con người, đề xuất một giả thuyết giải thích sự mất đi bản năng đó. Chấm dứt giả thuyết tổ tiên chung cuối cùng của Saci (giả thuyết dựa theo Saci, một nhân vật văn hóa dân gian Brazil không thể vượt qua các rào cản về nước), người ta cho rằng việc mất khả năng bơi lội theo bản năng ở liên họ Người có thể được giải thích rõ ràng nhất là hậu quả của những sự thúc đẩy việc thích nghi với cuộc sống trên cây ở tổ tiên chung gần nhất của liên họ Người. Bender đưa ra giả thuyết rằng loài vượn tổ tiên ngày càng tránh các vùng nước sâu, khi nguy hiểm trong việc tiếp xúc với nước rõ ràng là cao hơn so với lợi ích của việc vượt qua chúng. Việc tiếp xúc với các vùng nước giảm dần sau đó có thể dẫn đến sự biến mất bản năng bơi chó.